# Ziegelgasse 5 (Freising)

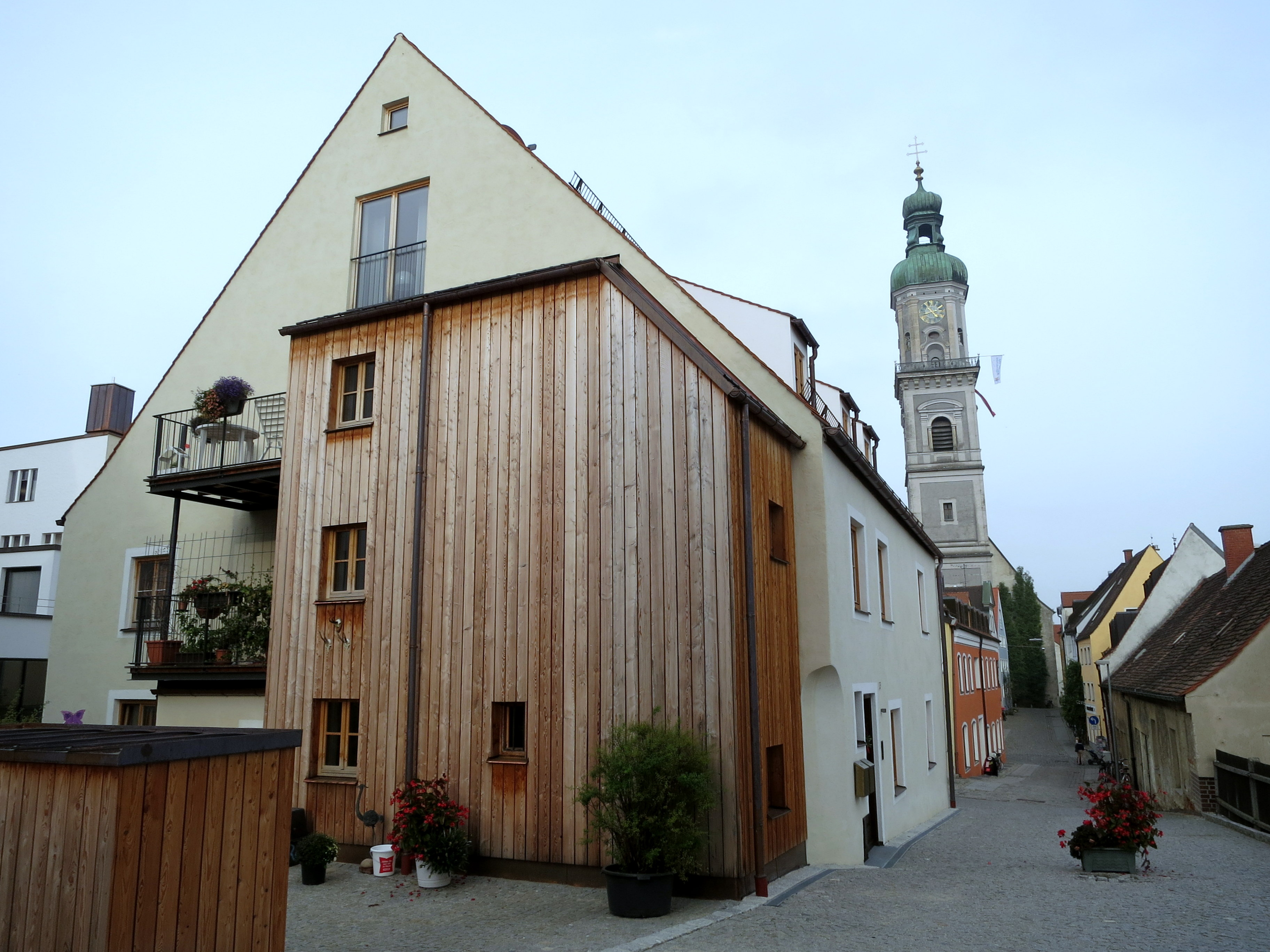
Westgiebel des Hauses

Das Gebäude Ziegelgasse 5, ein Bürgerhaus im denkmalgeschützten Altstadtensemble der ehemaligen Bischofsstadt Freising, steht mit der Aktennummer D-1-78-124-403 unter Einzel-Denkmalschutz.

## Baubeschreibung

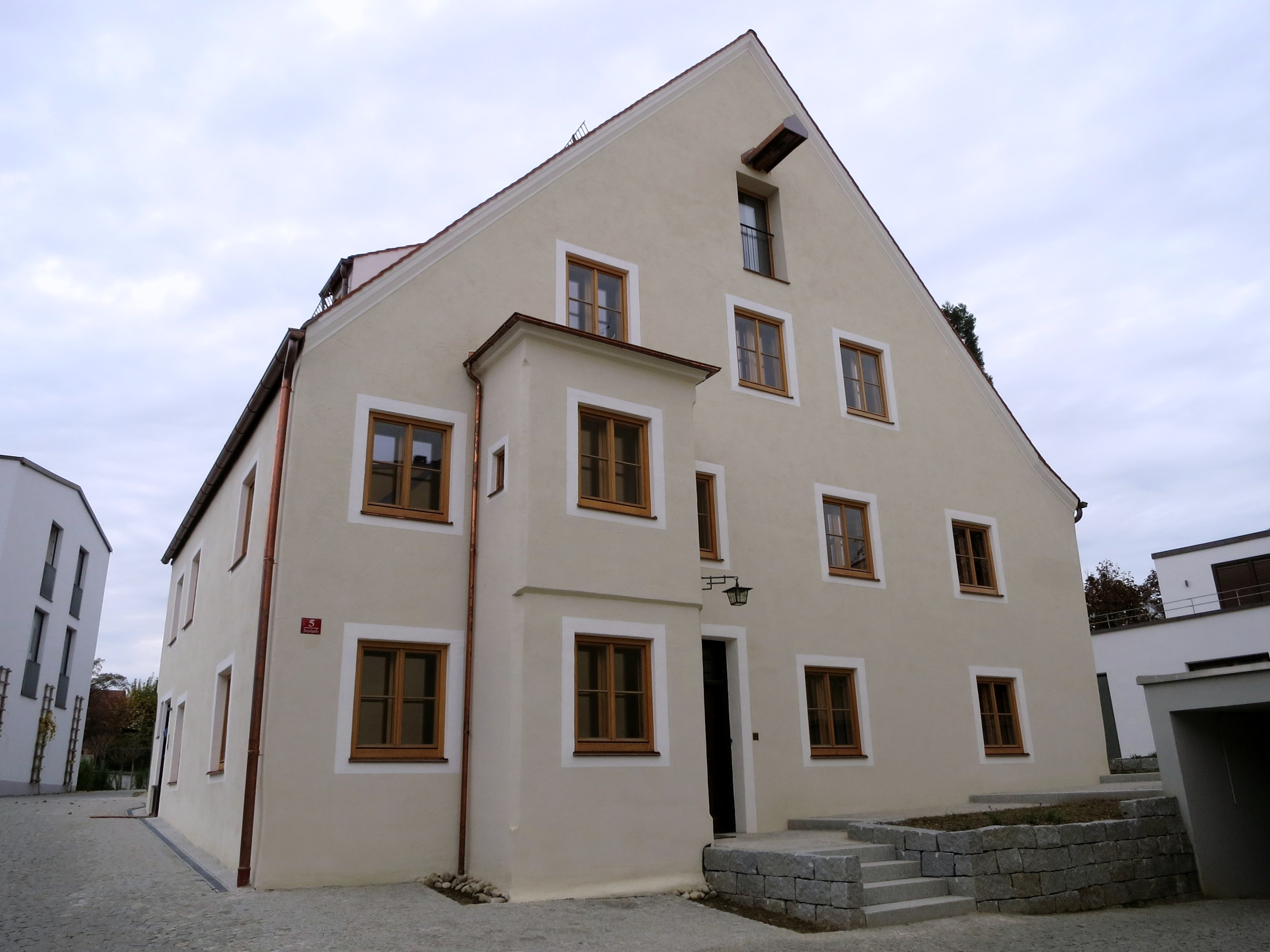
Ostgiebel des Hauses

Das Bayerische Landesamt für Denkmalpflege (BLfD) beschreibt das Gebäude folgendermaßen:

„Wohnhaus – Freistehender zweigeschossiger Satteldachbau mit Standerker, 1552 (dendrochronologisch datiert), Ausbau des ersten Dachgeschosses um 1771 (dendrochronologisch datiert), im 19. Jahrhundert und 1935 umgebaut, Haustür mit geschnitzten Feldern, zweite Hälfte 18. Jahrhundert“

Beginnend mit dem Jahr 2013 (Entkernung des Gebäudes) wurde das Gebäude aufwändig saniert, zurückgebaut und ausgebaut. So wurden die vorhandenen Fußböden in den Urzustand zurückgebaut, indem sie ein Ziegelpflaster erhielten, und die seit dem Umbau 1935 eingebaute Dachgaube wurde entfernt. Der Dachstuhl wurde (wie ursprünglich) geschlossen und statisch aktualisiert. Es erfolgte ein Umbau des Daches am Zubau (West-Giebel) und der Einbau einer Treppe in diesen Zubau als Zugang zum Ober- und zum Dachgeschoss. Die noch vorhandene Haustür aus dem Jahre 1788 wurde restauriert. Alle Putzflächen wurden mit Lehmputzen auch am zweigeschossigen Steherker (Ost-Giebel) erneuert. Die Fenster wurden durch den Einbau von Kastenfenstern aus Holz teilweise saniert.

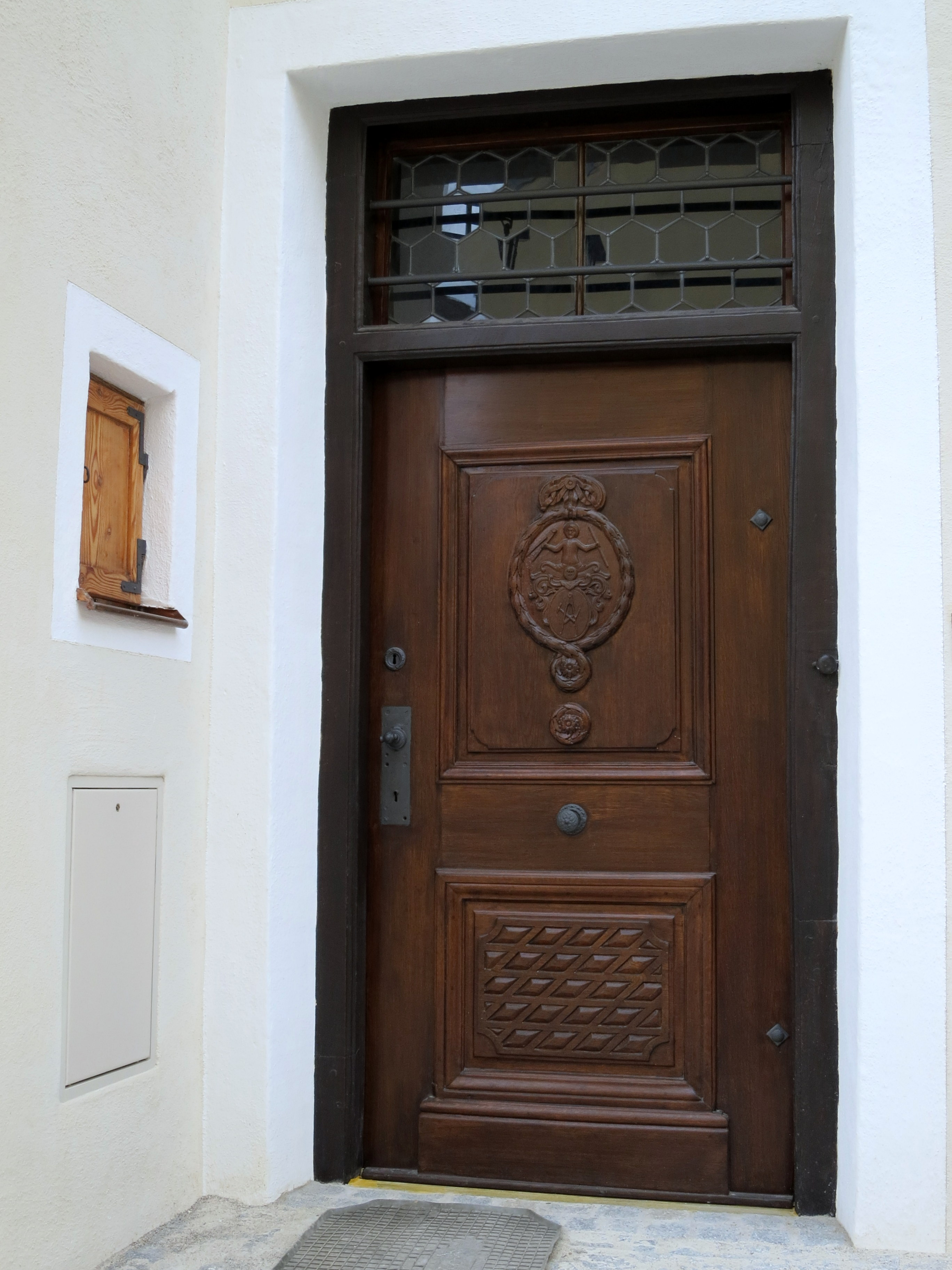
Erhaltene Barocktür

Für diesen relativ behutsamen Umbau eines Denkmals erhielt das Gebäude im Jahr 2016 den Denkmalpflegepreis der Bayerischen Ingenieurekammer in Bronze.

Die Jury der Bayerischen Ingenieurekammer-Bau begründet folgendermaßen:

„Ein Vergleich der Abbildungen des Vorzustands mit den Darstellungen nach der Instandsetzung zeigt einen behutsamen Umgang mit dem Baudenkmal. Die Instandsetzungs- und Rückführungsmaßnahmen wurden in einer beispielgebenden technischen und gestalterischen Qualität ausgeführt. Die gefundenen Lösungen bestechen durch ihre zurückhaltende Unaufdringlichkeit bei Beachtung der historischen Elemente und Strukturen. Das Ergebnis der Sanierung stellt eine begreifbare Fortschreibung der Baugeschichte des Hauses in Verbindung mit der stets geforderten zeitgemäßen Nutzung dar.“

Der Stadtheimatpflegeverein Freising verlieh dem sanierten Bauwerk den Stadtbildpflege-Preis 2016.